# Pernal Williams
Pernal Williams (15 agosto 1991) è un calciatore santaluciano, difensore dell'AS Eclair.

## Carriera

### Nazionale
Ha collezionato 38 presenze in nazionale.